# San Andrés de Sotavento
San Andrés de Sotavento là một khu tự quản thuộc tỉnh Córdoba, Colombia. Thủ phủ của khu tự quản San Andrés de Sotavento đóng tại San Andrés de Sotavento Khu tự quản San Andrés de Sotavento có diện tích 314 ki lô mét vuông. Đến thời điểm ngày 28 tháng 5 năm 2005, khu tự quản San Andrés de Sotavento có dân số 41885 người.